# Ladinhac
Ladinhac település Franciaországban, Cantal megyében. Lakosainak száma 435 fő (2022. január 1.). Ladinhac Murols, Labesserette, Lacapelle-del-Fraisse, Lafeuillade-en-Vézie, Lapeyrugue, Leucamp és Prunet községekkel határos.

## Népesség
A település népességének változása:
| Lakosok száma | 603  | 523  | 510  | 476  | 516  | 481  | 458  | 449  | 444  | 435  |
|               | 1968 | 1982 | 1990 | 2006 | 2013 | 2015 | 2017 | 2019 | 2020 | 2022 |